# Homère Clément
Pour les articles homonymes, voir Clément.
Homère, Charles, Marie, Hidulphe Clément (né le 12 juillet 1852 à La Trinité et mort le 8 novembre 1923 à Paris) est un médecin, distillateur et homme politique martiniquais. D'origine mulâtre, il fut maire du François de 1885 à 1923, conseiller général de 1887 à sa mort et président du Conseil général de la Martinique de 1900 à 1901 et de 1906 à 1908. Il fut aussi député de la Martinique de 1902 à 1906, où il siégea au sein du groupe radical-socialiste. 
Il est le fondateur de la distillerie qui produit aujourd'hui le Rhum Clément, à la suite du rachat de l'Habitation de l'Acajou en 1887. 

## Biographie

### Origines et formation en médecine
Fils d'un maître-tailleur martiniquais de La Trinité, Homère Clément fait ses études classiques à Saint-Pierre-de-la-Martinique grâce à une bourse, puis vient prendre ses inscriptions à la Faculté de médecine de Paris. Externe des hôpitaux, il est reçu docteur en 1878 avec une thèse sur La nature de la folie. Il devient alors l'un des premiers médecins de couleur de l'île de la Martinique. 

### Retour en Martinique et lancement en politique

#### Pratique de la médecine et mandats locaux
De retour en Martinique, il s'installe comme praticien au François, où il exercera jusqu'à la fin de sa vie. Il entreprend également une carrière politique, et commence en devenant maire du François de 1885 à 1923. 
Son engagement au sein du Parti radical-socialiste, l'amène à siéger au conseil général, qu'il présidera à de nombreuses reprises. 

#### La grande grève de 1900 au François
Sur la commune du François, en février 1900, une grande grève des ouvriers agricoles est déclenchée. Les manifestants réclament la mise en place d'un salaire minimum de 2 francs par jour, équivalent à ce qu'ils touchaient avant 1884. Cette grève marchante emmène les ouvriers mobilisés d’habitation en habitation, pour débaucher d’autres travailleurs. Homère Clément, alors maire du François et planteur, tente de calmer la situation et entame des pourparlers avec les grévistes. De son côté le gouverneur de l'île, Marie Louis Gustave Gabrié, envoie les troupes coloniales. Celles-ci tirent sans sommation sur les manifestants, faisant au moins 10 morts et 12 blessés graves. Dans son témoignage, Homère Clément affirme :  
« Le recul était presque général et je me félicitais déjà du résultat obtenu par nous, quand j’entendis un coup de feu suivi immédiatement d’une salve de mousqueterie. Je vis tout autour de moi tomber des hommes. Me retournant vivement et brandissant dans l’air mon parasol, je criai : «Arrêtez ! Arrêtez ! Ne tirez pas, ils s’en vont». La fusillade continua… Pas un coup de feu n’était parti de la foule et les soldats étaient à la même place qu’ils occupaient lorsque je suis arrivé sur les lieux » 
Homère Clément en tentant de s'interposer, ne doit la vie sauve qu'à son cocher qui, le couvrant de son corps, fut mortellement blessé. Cet épisode tragique amènera même le dirigeant russe Lénine, à évoquer Homère Clément dans ses mémoires, et à rendre hommage à « La Martinique, le pays des vaillants ouvriers du François ». 

#### Mandat de député
Deux ans plus tard, en 1902, tard Homère devient député de la Martinique, élu contre Osman Duquesnay, et siège au sein du groupe radical-socialiste. Le jour même, survient l'éruption de la montagne Pelée, qui détruit la ville de Saint-Pierre. Cela fera d'Homère Clémént le seul député martiniquais pendant cette mandature. 

### Planteur en 1887, puis distillateur à partir de 1917

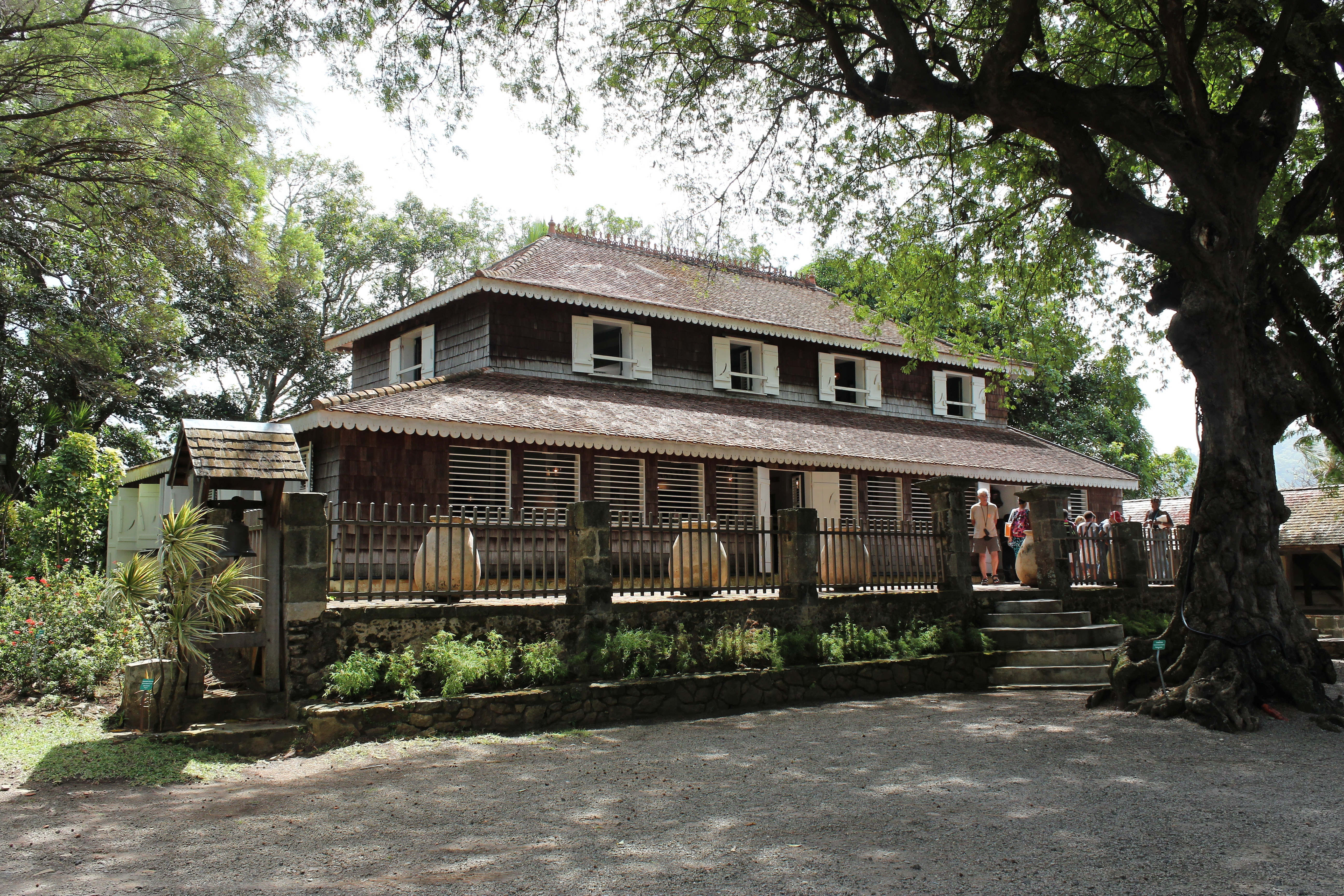
Maison de maître de l'Habitation de l'Acajou

La saisie de l'Habitation de l'Acajou par le Crédit foncier colonial permet à Homère Clément de racheter la plantation aux enchères en 1887. Il s'installe dans la maison de maître avec sa famille, et poursuit la production de canne à sucre qu'il fera livrer à l'usine de distillation du François pendant 30 ans. 
Avec la Première Guerre mondiale, la demande de rhum pour approvisionner les soldats est très importante. Pour y répondre, Homère Clément fait construire une distillerie sur son habitation, à l'emplacement d'une ancienne sucrerie. 
Après la guerre, il poursuit son activité de distillateur jusqu'à sa mort à Paris en 1923. L'exploitation restera la propriété des Clément jusqu'au rachat par le groupe Bernard Hayot en 1986. Ce dernier donnera alors le nom de "Clément" à l'Habitation de l'Acajou, puis à la Fondation qui est créée en 2016 pour promouvoir le patrimoine et l'art contemporain en Martinique.

## Décoration
- Chevalier de la Légion d'honneur, nommé en 1897, décoré le 28 août 1898[réf. souhaitée].

## Hommages
Une rue porte son nom au François.